# فريلينية فلوكية
فريلينية فلوكية (الاسم العلمي:Freylinia vlokii) هي نوع من النباتات تتبع جنس الفريلينية من الفصيلة الغدبية.